# 1497 Tampere
Az 1497 Tampere (ideiglenes jelöléssel 1938 SB1) a Naprendszer kisbolygóövében található aszteroida. Yrjö Väisälä fedezte fel 1938. szeptember 22-én, Turkuban.